# Perizoma vireonaria
Perizoma vireonaria là một loài bướm đêm trong họ Geometridae.